# فريدريك تيرمان
فريدريك إيمونز تيرمان (بالإنجليزية: Frederick Emmons Terman) (7 يونيو 1900 - 19 ديسمبر 1982) كان أستاذًا أمريكيًا ومديرًا أكاديميًا. كان عميد كلية الهندسة من عام 1944 إلى عام 1958 وعميدًا من عام 1955 إلى عام 1965 في جامعة ستانفورد. يُنسب إليه الفضل على نطاق واسع (مع ويليام شوكلي) باعتباره والد وادي السيليكون.

## النشأة
ولد تيرمان للويس تيرمان وآنا بيل مينتون تيرمان في 7 يونيو 1900، في ولاية إنديانا، الولايات المتحدة. كان والده، لويس تيرمان، متخصصًا في تحسين النسل، وعالمًا نفسيًا درس الأطفال الموهوبين وقام بنشر اختبار الذكاء في أمريكا، وأستاذًا في جامعة ستانفورد. التحقت والدته بالكلية المركزية للمعلمين ودرست اللغة الإنجليزية في مدرسة قريبة. في عام 1895 التقت لويس تيرمان في المدرسة. تطورت العلاقة على مدى السنوات التالية، وبلغت ذروتها بالزواج في 15 سبتمبر 1899. ثم تابعوا تعليم لويس في جامعة إنديانا وجامعة كلارك.
في سن العاشرة، جاء تيرمان إلى جامعة ستانفورد عندما انضم والده إلى كلية علم النفس. عندما كان صبيًا، كانت هوايته المفضلة هي اللاسلكي للهواة.

## التعليم
أكمل تيرمان شهادته الجامعية في الكيمياء ودرجة الماجستير في الهندسة الكهربائية في جامعة ستانفورد. حصل على درجة الماجستير في الهندسة الكهربائية من معهد ماساتشوستس للتكنولوجيا في عام 1924 حيث كان مستشاره فانيفار بوش، الذي كان أول من اقترح ما أصبح مؤسسة العلوم الوطنية.

## مسيرته الأكاديمية

### مجمع أبحاث ستانفورد ووادي السيليكون
بعد الحرب، عاد تيرمان إلى جامعة ستانفورد وعُين عميدًا لكلية الهندسة. وفي عام 1945 كان له تأثير في إنشاء مختبر أبحاث الموجات الدقيقة في كلية ستانفورد للعلوم الفيزيائية. في عام 1951، قاد عملية إنشاء مجمع ستانفورد الصناعي (المعروف الآن بمجمع ستانفورد للأبحاث)، حيث قامت الجامعة بتأجير أجزاء من أراضيها لشركات التكنولوجيا الفائقة. انتقلت شركات مثل فاريان أسوشيتس وهيوليت باكارد وإيستمان كوداك وجنرال إلكتريك وشركة لوكهيد إلى مجمع ستانفورد الصناعي وجعلت منطقة وسط شبه الجزيرة معقلًا للابتكار الذي أصبح يُعرف في النهاية باسم وادي السيليكون.